# Ann Charlotte Bartholomew
Ann Charlotte Bartholomew (1800–1862), fou una florista i pintora anglesa de miniatures, i autora.

## Vida
Bartholomew va néixer el 20 de març de 1800 en Loddon, Norfolk, filla d'Arnall Fayermann i neboda de John Thomas, bisbe de Rochester. El 1827 es va casar amb el compositor Walter Turnbull qui va morir el 1838.
El 1840 va publicar Cançons d'Azrael i altres poemes sota el nom de Senyora Turnbull. El mateix any esdevenia la segona muller del pintor de flors, Valentine Bartholomew. Després, va començar a pintar fruites i flors ja mortes. Va exposar a la British Institution i a la Royal Academy i a la Society of British Artists. Fou membre fundadora de la Society of Female Artists, després de sol·licitar a la Royal Academy que obrira les seues escoles a les dones. El Museu britànic té una aquarel·la d'aquest tipus, "Estudi d'un Jardí Poppy" Però la seua ocupació principal foren les miniatures per a fermalls i joies.
La seua obra The Ring, or the Farmer's Daughter, un drama domèstic en dos actes, va aparèixer el 1845, i un altre, una farsa titulada It's Only My Aunt  va ser representada per primera vegada al Marylebone Teatre el 1849. Totes dues estan àmpliament disponibles en firmat microfilmat com a part del Drama anglès i nord-americà de la sèrie del segle xix.
Ella ocasionalment exhibia flors o peces de fruita, i les mostrava a la Royal Academy. El Museu britànic té una aquarel·la d'aquest tipus, encara que la seua ocupació principal eren les miniatures per a fermalls i joies.
La seua darrer exposició va ser el 1857, i va morir el 18 d'agost de 1862.